# Iulianna Avdéieva
Iulianna Andréievna Avdéieva, rus: Юлианна Андреевна Авдеева (nascuda el 3 de juliol de 1985 a Moscou) és una pianista russa.
Va començar a rebre classes de piano a l'edat de cinc anys, va estudiar a la Escola Especial de Música Gnessin a Moscou, i es va graduar a l'Escola Superior d'Art a Zuric. Després de la seva graduació, es va convertir en assistent del seu mestre, Konstantín Sxerbakov. Des de 2008 Avdéieva ha estudiat a l'Acadèmia Internacional de Piano Llac de Como. Ha rebut un reconeixement internacional excepcional com a guanyadora del primer premi del 16è Concurs Internacional de Piano Frédéric Chopin (Varsòvia, 2010). És la quarta dona que ha guanyat aquest títol, després de Halina Czerny-Stefańska, Bella Davidovich (ex aequo el 1949) i Martha Argerich (1965).

## Premis
- 2006 – 61è Concurs Internacional de Música de Ginebra (Ginebra) - 2n premi.
- 2007 – 7è Concurs Internacional de Piano Ignacy Jan Paderewski (Bydgoszcz) – 2n premi.
- 2010 – 16è Concurs Internacional de Piano Frédéric Chopin (Varsòvia) – 1r premi i millor interpretació d'una sonata

## Discografia
- 2014: Franz Schubert: Drei Klavierstücke (Tres peces per a piano), D. 946; Serguei Prokófiev: Sonata per a piano n.º 7 en si bemoll major Op. 83; Frédéric Chopin: 24 Préludes Op. 28 (Mirare 252, 2 CDs; distribució: Harmonia Mundi)
- 2016: Wolfgang Amadeus Mozart: Sonata per a piano núm, 6 en re major, KV 284; Frédéric Chopin: Fantasia en fa menor, Op. 49; Franz Liszt: Après une lecture du Dante - Fantasia quasi sonata; Aida di Giuseppe Verdi - Danza sacra e duetto finale, S. 436 (Mirare, 1 CD; distribució: Harmonia Mundi)